# باشگاه فوتبال سپاهان در فصل ۹۴–۱۳۹۳
در این صفحه شما اطلاعات سپاهان اصفهان در فصل ۹۴–۱۳۹۳ فوتبال ایران را خواهید دید. سپاهان اصفهان در این فصل در لیگ برتر چهاردهم و جام حذفی شرکت کرد. و توانست مقام قهرمانی لیگ برتر را برای پنجمین بار از آن خود کند.

## حواشی
سپاهان که بازی های لیگ ایران را با سه برد طوفانی آغاز کرده بود در هفته چهارم با نتیجه باورنکردنی ۳-۰ بازی را به به تیم نفت واگذار کرد تا وارد بحران شود. این تیم پس از کسب سه مساوی کم کم صدر جدول را از دست داد و به مکان چهارم جدول نزول کرد. دوشنبه ۱۷ شهریور ۱۳۹۳ کرانچار در محل تمرین سپاهان با بازیکنانش خداحافظی کرد و اعلام کرد که استعفا داده است. این حرکت تیم را وارد بحران دیگری کرد. پس از آن هییت مدیره تیم٬ حسین فرکی که در فصل قبل به همراه فولاد خوزستان قهرمان لیگ برتر شده بود با عقد قراردادی دو ساله به سمت مربیگری تیم انتخاب کرد.
 در نهایت سپاهان که فصل پر افت و خیزی را دنبال کرده بود توانست با ۶ برد پیاپی و با کمی چاشنی شانس و تساوی دو تیم تراکتورسازی و نفت با ۵۹ امتیاز برای پنجمین بار قهرمانی لیگ‌برتر را از آن خود کند.  محرم نویدکیا موفق شد با قهرمانی لیگ چهاردهم به همراه سپاهان به پنحمین قهرمانی دوران ورزشی خود در لیگ برتر برسد تا به همراه ۴ کاپ قهرمانی که در جام حذفی بالای سرخود برده است. تنها کاپیتانی باشد که ۹ بار جام قهرمانی را بالای سر خود برده است و و اینگونه عنوان امپراتور لیگ برتر را به خود اختصاص دهد و به بازیکنی بی همتا در این زمینه تبدیل شود.

## مسابقات

### بررسی مسابقات
| رقابت    | اولین بازی    | آخرین بازی       | جایگاه نهایی | آمار | آمار | آمار | آمار | آمار | آمار | آمار | آمار   |
| رقابت    | اولین بازی    | آخرین بازی       | جایگاه نهایی | بازی | ب    | ت    | ش    | گ‌ز   | گ‌خ   | ت‌گ   | % برد  |
| -------- | ------------- | ---------------- | ------------ | ---- | ---- | ---- | ---- | ---- | ---- | ---- | ------ |
| لیگ برتر | ۱۰ مرداد ۱۳۹۳ | ۲۵ اردیبهشت ۱۳۹۴ | قهرمان       | ۳۰   | ۱۷   | ۸    | ۵    | ۴۶   | ۲۷   | ۱۹+  | ۰۵۷    |
| جام حذفی | ۲۴ مهر ۱۳۹۳   |                  | یک شانزدهم   | ۱    | ۰    | ۰    | ۱    | ۰    | ۱    | ۱−   | ۰۰۰٫۰۰ |
| مجموع    | مجموع         | مجموع            | مجموع        | ۳۱   | ۱۷   | ۸    | ۶    | ۴۶   | ۲۸   | ۱۸+  | ۰۵۵    |

آخرین به‌روزرسانی در: ۹ نوامبر ۲۰۱۸.

منبع: رقابت‌ها

### بازی های دوستانه

#### تدارکاتی
برد
      مساوی
      باخت
      انجام نشده
| تاریخ هفته | میزبان | نتیجه | مهمان | محل برگزاری |

| ۲ تیر ۱۳۹۳ ۱ | سپاهان                | ۳ – ۱  | منتخب امیدها و جوانان سپاهان | اصفهان, ایران                            |
| ۱۸:۳۰ ۳:۳۰+  | سوکای · غفوری · سوکای | Report | صفری                         | ورزشگاه: ورزشگاه جروکان تماشاگران: ۳,۰۰۰ |

| ۱۰ تیر ۱۳۹۳ ۲ | سپاهان | ۱ – ۰  | تیم ملی جوانان | اصفهان, ایران                            |
| ۱۸:۰۰ ۳:۳۰+   | پاپی   | Report |                | ورزشگاه: ورزشگاه جروکان تماشاگران: ۱,۵۰۰ |

| ۱۳ تیر ۱۳۹۳ ۳ | سپاهان                          | ۴ – ۰  | منتخب پایه های سپاهان | اصفهان, ایران                            |
| ۱۷:۰۰ ۳:۳۰+   | پاپی · شریفی · کریمی · مفتول‌کار | Report |                       | ورزشگاه: ورزشگاه جروکان تماشاگران: ۱,۰۰۰ |

| ۱۸ تیر ۱۳۹۳ ۴ | سپاهان                  | ۳ – ۱  | آرسنال مسکو | بولو, ترکیه                            |
| ۱۷:۰۰ ۳:۳۰+   | شریفی · کریمی · نویدکیا | Report | وتنوف       | ورزشگاه: ورزشگاه بولو تماشاگران: ۱,۰۰۰ |

| ۲۱ تیر ۱۳۹۳ ۵ | سپاهان | ۱ – ۱  | گلوریا بائوزا | بولو, ترکیه                            |
| ۱۷:۰۰ ۳:۳۰+   | شریفی  | Report | دانیتا        | ورزشگاه: ورزشگاه بولو تماشاگران: ۱,۰۰۰ |

| ۲۴ تیر ۱۳۹۳ ۶ | سپاهان        | ۲ – ۱  | آلاشکرت  | بولو, ترکیه                            |
| ۱۷:۰۰ ۳:۳۰+   | عقیلی · کریمی | Report | ماناسیان | ورزشگاه: ورزشگاه بولو تماشاگران: ۱,۰۰۰ |

| ۱ مرداد ۱۳۹۳ ۷ | فنرباغچه       | ۱ – ۰  | سپاهان | دوزیک, ترکیه                             |
|                | مهمت توپوز ۲۰' | Report |        | ورزشگاه: استادیوم دوزیک تماشاگران: ۴,۵۰۰ |

### لیگ برتر

#### جدول لیگ
| رتبه | تیم             | بازی | برد | مساوی | باخت | گل زده | گل خورده | گل تفاضل | امتیاز |                                    |
| ---- | --------------- | ---- | --- | ----- | ---- | ------ | -------- | -------- | ------ | ---------------------------------- |
| ۱    | سپاهان اصفهان   | ۳۰   | ۱۷  | ۸     | ۵    | ۴۶     | ۲۷       | ۱۹+      | ۵۹     | مرحله گروهی لیگ قهرمانان آسیا ۲۰۱۶ |
| ۲    | تراکتورسازی     | ۳۰   | ۱۷  | ۷     | ۶    | ۵۸     | ۳۴       | ۲۴+      | ۵۸     | مرحله گروهی لیگ قهرمانان آسیا ۲۰۱۶ |
| ۳    | نفت تهران       | ۳۰   | ۱۶  | ۱۰    | ۴    | ۴۵     | ۲۸       | ۱۷+      | ۵۸     | پلی‌آف لیگ قهرمانان آسیا ۲۰۱۶       |
| ۴    | ذوب‌آهن          | ۳۰   | ۱۴  | ۱۰    | ۶    | ۴۶     | ۲۶       | ۲۰+      | ۵۲     | مرحله گروهی لیگ قهرمانان آسیا ۲۰۱۶ |
| ۵    | فولاد           | ۳۰   | ۱۵  | ۷     | ۸    | ۳۳     | ۲۴       | ۹+       | ۵۲     |                                    |
| ۶    | استقلال         | ۳۰   | ۱۳  | ۸     | ۹    | ۴۰     | ۳۴       | ۶+       | ۴۷     |                                    |
| ۷    | سایپا           | ۳۰   | ۱۱  | ۸     | ۱۱   | ۳۶     | ۳۴       | ۲+       | ۴۱     |                                    |
| ۸    | پرسپولیس        | ۳۰   | ۹   | ۹     | ۱۲   | ۳۱     | ۳۵       | ۴−       | ۳۶     |                                    |
| ۹    | صبا             | ۳۰   | ۸   | ۱۰    | ۱۲   | ۲۵     | ۳۴       | ۹−       | ۳۴     |                                    |
| ۱۰   | پدیده           | ۳۰   | ۶   | ۱۵    | ۹    | ۲۳     | ۲۵       | ۲−       | ۳۳     |                                    |
| ۱۱   | گسترش           | ۳۰   | ۶   | ۱۳    | ۱۱   | ۳۰     | ۳۹       | ۹−       | ۳۱     |                                    |
| ۱۲   | راه‌آهن          | ۳۰   | ۸   | ۷     | ۱۵   | ۲۷     | ۴۸       | ۲۱−      | ۳۱     |                                    |
| ۱۳   | ملوان           | ۳۰   | ۶   | ۱۲    | ۱۲   | ۲۶     | ۳۴       | ۸−       | ۳۰     |                                    |
| ۱۴   | استقلال خوزستان | ۳۰   | ۴   | ۱۵    | ۱۱   | ۳۵     | ۴۶       | ۱۱−      | ۲۷     | پلی‌آف لیگ آزادگان ۹۵–۱۳۹۴          |
| ۱۵   | پیکان           | ۳۰   | ۴   | ۱۴    | ۱۲   | ۱۶     | ۲۹       | ۱۳−      | ۲۶     | سقوط به لیگ آزادگان ۹۵–۱۳۹۴        |
| ۱۶   | نفت مسجدسلیمان  | ۳۰   | ۳   | ۱۳    | ۱۴   | ۱۹     | ۳۹       | ۲۰−      | ۲۲     | سقوط به لیگ آزادگان ۹۵–۱۳۹۴        |

- ۱. تیم ذوب‌آهن با قهرمانی در جام حذفی فوتبال ایران ۹۴–۱۳۹۳ به لیگ قهرمانان آسیا ۲۰۱۶ راه پیدا کرد.

#### خلاصه نتایج
| مجموع | مجموع  | مجموع | مجموع | مجموع | مجموع | مجموع | مجموع | خانه | خانه | خانه | خانه | خانه | خانه | مهمان | مهمان | مهمان | مهمان | مهمان | مهمان |
| بازی  | امتیاز | پ     | ت     | ش     | گ‌ز    | گ‌خ    | ت‌گ    | پ    | ت    | ش    | گ‌ز   | گ‌خ   | ت‌گ   | پ     | ت     | ش     | گ‌ز    | گ‌خ    | ت‌گ    |
| ----- | ------ | ----- | ----- | ----- | ----- | ----- | ----- | ---- | ---- | ---- | ---- | ---- | ---- | ----- | ----- | ----- | ----- | ----- | ----- |
| ۳۰    | ۵۹     | ۱۷    | ۸     | ۵     | ۴۶    | ۲۷    | ۱۹+   | ۱۰   | ۵    | ۰    | ۲۷   | ۱۰   | ۱۷+  | ۷     | ۳     | ۵     | ۱۹    | ۱۷    | ۲+    |

|}

آخرین به روز رسانی جدول ۲۸ اردیبهشت ۱۳۹۴
منبع: آمار و اطلاعات لیگ برتر
نحوه قرار گرفتن در جدول:1st امتیاز؛ 2nd تفاضل گل؛ 3rd گل زده.
# = رتبه در جدول؛ بازی = تعداد بازی؛ برد = بازیهای برده؛ مساوی = بازیهای مساوی؛ باخت = بازیهای باخته؛ زده = گل زده؛ خورده = گل خورده؛ تفاضل = تفاضل گل؛ امتیاز = امتیاز گرفته؛
(ق) = قهرمان؛ (س) = سقوط کرده؛ (ص) = صعود به رده بالاتر؛ (پ) = رفتن به پلی آف؛ (۱/۴) = رفتن به ۱/۴

#### خلاصه نتایج و وضعیت
| هفته  | ۱ | ۲ | ۳ | ۴ | ۵ | ۶ | ۷ | ۸ | ۹ | ۱۰ | ۱۱ | ۱۲ | ۱۳ | ۱۴ | ۱۵ | ۱۶ | ۱۷ | ۱۸ | ۱۹ | ۲۰ | ۲۱ | ۲۲ | ۲۳ | ۲۴ | ۲۵ | ۲۶ | ۲۷ | ۲۸ | ۲۹ | ۳۰ |
| ----- | - | - | - | - | - | - | - | - | - | -- | -- | -- | -- | -- | -- | -- | -- | -- | -- | -- | -- | -- | -- | -- | -- | -- | -- | -- | -- | -- |
| زمین  | خ | م | خ | م | خ | م | خ | م | خ | م  | خ  | م  | خ  | خ  | م  | م  | خ  | م  | خ  | م  | خ  | م  | خ  | م  | خ  | م  | خ  | م  | م  | خ  |
| نتیجه | پ | پ | پ | ش | ت | ت | ت | پ | ت | ت  | پ  | ش  | پ  | پ  | ت  | پ  | پ  | ش  | ت  | پ  | ت  | ش  | پ  | ش  | پ  | پ  | پ  | پ  | پ  | پ  |
| وضعیت | ۱ | ۱ | ۱ | ۱ | ۲ | ۳ | ۴ | ۳ | ۵ | ۴  | ۳  | ۴  | ۳  | ۲  | ۴  | ۲  | ۲  | ۳  | ۴  | ۴  | ۳  | ۴  | ۳  | ۳  | ۳  | ۳  | ۳  | ۳  | ۳  | ۱  |

آخرین بروزرسانی: ۱۱  مهر ۱۳۹۳.
منبع: Ipl (به انگلیسی) {{citation}}: External link in |عنوان= (help)

زمین: م = مهمان، خ = خانه. نتیجه: ت = تساوی، ش = شکست، پ = پیروزی.

#### بازی‌ها
برد
      مساوی
      باخت
      انجام نشده
| تاریخ هفته | میزبان | نتیجه | مهمان | محل برگزاری |

| ۱۰ مرداد ۱۳۹۳ ۱ | سپاهان                           | ۲ – ۰      | پیکان     | اصفهان                                                                     |
| ۱۹:۳۰           | غفوری ۱۹' · سوکای ۷۹' · کرمی '۸۵ | خلاصه بازی | نصرتی '۵۳ | ورزشگاه: فولادشهر تماشاگران: ۸۰۰۰ داور: یدالله جهانبازی (چهارمحال بختیاری) |

| ۱۶ مرداد ۱۳۹۳ ۲ | گسترش فولاد | ۰ – ۲      | سپاهان                  | تبریز                                           |
| ۱۸:۰۰           |             | خلاصه بازی | خلعتبری ۳۰' · شیمبا ۶۵' | ورزشگاه: بنیان دیزل داور: بابک وسیله بر (البرز) |

| ۲۳ مرداد ۱۳۹۳ ۳ | سپاهان                                                                                                | ۳ – ۱      | استقلال       | اصفهان                                             |
| ۱۹:۲۵           | حاج صفی ۲۷' · شریفی ۳۳' · عقیلی '۴۴ · شیمبا '۴۵ · شیمبا ۶۳' · خلیل زاده '۶۶ · خلعتبری '۶۹ · خلیل زاده | خلاصه بازی | فخرالدینی ۱۷' | ورزشگاه: فولادشهر داور: علی‌رضا فغانی (استان تهران) |

| ۲۸ مرداد ۱۳۹۳ ۴ | نفت                                       | ۳ – ۰      | سپاهان      | تهران                                       |
| ۱۸:۰۰           | پادوانی ۳۲' · کامیابی‌نیا ۴۵' · قربانی ۶۷' | خلاصه بازی | مرادمند '۴۴ | ورزشگاه: تختی داور: محمدرضا اکبریان (البرز) |

| ۲ شهریور ۱۳۹۳ ۵ | سپاهان                           | ۱ – ۱      | فولاد                            | اصفهان                                                       |
| ۱۹:۳۰           | کرمی ۶۳' · شریفی '۷۰ · عقیلی '۸۰ | خلاصه بازی | وکیا '۲۳ · بدرلو '۴۳ · رفیعی ۷۴' | ورزشگاه: فولادشهر تماشاگران: ۴۰۰۰ داور: تورج حق وردی (تهران) |

| ۰۷ شهریور ۱۳۹۳ ۶ | ذوب آهن                        | ۱ – ۱      | سپاهان                                | اصفهان                                        |
| ۱۸:۰۰            | مسلمان ۵۶' · عشوری '۷۶ · عشوری | خلاصه بازی | خلعتبری '۱ · شریفی ۵۶' · امیرحسین '۹۰ | ورزشگاه: فولادشهر داور: سید حسین زرگر (سمنان) |

| ۱۳ شهریور ۱۳۹۳ ۷ | سپاهان                 | ۱ – ۱      | ملوان                    | اصفهان                                                        |
| ۱۸:۵۰            | شیمبا ۵' · حاج صفی '۷۸ | خلاصه بازی | رافخایی ۳۰' · معبودی '۶۱ | ورزشگاه: فولادشهر تماشاگران: ۲۲۰۰ داور: غلامرضا جباری (تهران) |

| ۲۰ شهریور ۱۳۹۳ ۸ | پدیده                    | ۰ – ۱      | سپاهان                              | مشهد                                                             |
| ۱۶:۴۵            | يووانوويچ نژادمهدی غریبی | خلاصه بازی | خلعتبری ۵۳' · گردان '۸۱ · عقیلی '۸۴ | ورزشگاه: ثامن‌الائمه تماشاگران: ۳۰۰۰۰ داور: بابک وسیله بر (البرز) |

| ۲۷ شهریور ۱۳۹۳ ۹ | سپاهان               | ۱ – ۱      | صبای قم                                          | اصفهان                                                                    |
| ۱۸:۳۰            | شیمبا ۸۱' · کرمی '۸۱ | خلاصه بازی | آيوبل ۲۳' · کلانتری '۳۹ · طهماسبی '۴۴ · بیات '۶۸ | ورزشگاه: فولادشهر تماشاگران: ۳۰۰۰ داور: شاهین حاج بابایی (آذربایجان شرقی) |

| ۴ مهر ۱۳۹۳ ۱۰ | تراکتورسازی                  | ۱ – ۱         | سپاهان      | تبریز                                                         |
| ۱۷:۴۰         | گردانی · خلیل زاده ۷۰' (گ.خ) | [ خلاصه بازی] | خلعتبری ۴۸' | ورزشگاه: یادگار امام تماشاگران: ۴۳۴۰۰ داور: حسین زرگر (سمنان) |

| ۱۱ مهر ۱۳۹۳ ۱۱ | سپاهان                  | ۱ – ۰      | پرسپولیس               | اصفهان                                                              |
| ۱۸:۳۰          | شیمبا '۲۴ · شریفی ۴+۹۰' | خلاصه بازی | نورمحمدی '۱۷ حقیقی '۶۳ | ورزشگاه: فولادشهر تماشاگران: ۱۲۰۰۰ داور: علی‌رضا فغانی (استان تهران) |

| ۳۰ مهر ۱۳۹۳ ۱۲ | راه آهن                  | ۱ – ۰ | سپاهان                    | تهران                                           |
| ۱۵:۳۰          | حسين پور ۳۴' · غلامی '۶۵ |       | حاج صفی '۶۵ · خلعتبری '۷۵ | ورزشگاه: راه آهن تماشاگران: ۳۷۱ داور: بنیادی فر |

| ۹ آبان ۱۳۹۳ ۱۳ | سپاهان                                | ۳ – ۲ | استقلال خوزستان                                                     | اصفهان                                              |
| ۱۸:۳۰          | احمدی '۱۷ · شریفی ۴۵' ۷۷' · غفوری ۶۴' |       | اوسانی '۱۷ · اوسانی ۲۹' · حیدری '۳۴ · سيف اللهی '۴۲ · سيف اللهی ۵۱' | ورزشگاه: فولادشهر تماشاگران: ۰ داور: یداله جهانبازی |

| ۱۵ آبان ۱۳۹۳ ۱۴ | سپاهان                                                                    | ۱ – ۰ | نفت مسجدسلیمان   | اصفهان                                                   |
| ۱۵:۱۵           | خلعتبری ۱۴' · قائدی‌فر '۳۶ · کریمی '۵۲ · شریفی '۶۲ · احمدی '۶۶ · غفوری ۷۲' |       | عبدی '۴۵ · عشوری | ورزشگاه: فولادشهر تماشاگران: ۱.۷۰۰ داور: محمدرضا اکبریان |

| ۳۰ آبان ۱۳۹۳ ۱۵ | سایپا                                                                            | ۲ – ۲ | سپاهان                                       | کرج                                                |
| ۱۵:۰۰           | میداودی ۴' · شاهعلی دوست '۲۵ · رمضانی ۴۴' · نصاری '۴۹ · شکوری '۵۲ · محمدزاده '۸۱ |       | سوکای ۳۹' · کریمی '۵۱ · عقیلی '۶۰ · کرمی '۷۸ | ورزشگاه: انقلاب تماشاگران: ۱۵.۰۰۰ داور: قاسم واحدی |

| ۱۳ آذر ۱۳۹۳ ۱۶ | پیکان                              | ۱ – ۲ | سپاهان                                                             | تهران                                          |
| ۱۵:۰۰          | نصرتی ۴۵' · دقیقی '۷۱ · آقاخان '۷۸ |       | حاج‌صفی ۴' · شیمبا '۴۱ · خلعتبری '۶۶ · غفوری ۸۳' · کرمی '۸۹ · شیمبا | ورزشگاه: شهرقدس تماشاگران: ۴۰۰ داور: علی صفایی |

| ۱۹ آذر ۱۳۹۳ ۱۷ | سپاهان                             | ۴ – ۱ | گسترش        | اصفهان                            |
| ۱۵:۰۰          | خلعتبری ۱'، ۱۳'، ۷۳' · مرادمند ۵۰' |       | بیاتی‌نیا ۷۴' | ورزشگاه: فولادشهر داور: محمد ملکی |

| ۱۰ بهمن ۱۳۹۳ ۱۸ | استقلال                                              | ۲ – ۱ | سپاهان                                      | تهران                                |
| ۱۶:۵۵           | عنایتی ۸' · فخرالدینی '۴۱ · حیدری '۸۷ · ابراهیمی ۹۴' |       | محمدرضا خلعتبری '۱۷ · حاج‌صفی '۲۰ · پاپی ۴۴' | ورزشگاه: آزادی داور: يدالله جهانبازی |

| ۱۵ بهمن ۱۳۹۳ ۱۹ | سپاهان                                        | ۱ – ۱ | نفت تهران                                             | اصفهان                                               |
| ۱۶:۰۰           | عقیلی ۱۲' · احمدی '۴۰ · شیمبا '۵۳ · غفوری '۸۱ |       | بیرانوند '۱۱ · رضاوند '۴۲ · حاج محمدی ۶۵ · بوعذار ۸۰' | ورزشگاه: فولادشهر تماشاگران: ۲۱۷۰ داور: تورج حق وردی |

| ۲۴ بهمن ۱۳۹۳ ۲۰ | فولاد                          | ۰ – ۱ | سپاهان                                                | اهواز                                             |
| ۱۷:۳۰           | انصاری '۵۳ قاضی '۸۶ جماعتی '۹۳ |       | شریفی ۲۱' · قائدی‌فر '۵۶ · کریمی '۶۵ · رحمان احمدی '۹۳ | ورزشگاه: غدیر تماشاگران: ۲۵۰۰۰ داور: سیدحسین زرگر |

| ۱۰ اسفند ۱۳۹۳ ۲۱ | سپاهان                                   | ۱ – ۱ | ذوب آهن                                                       | اصفهان                                                   |
| ۱۵:۳۰            | خلعتبری ۲۴'(P) · احمدی '۳۹ · خلعتبری ۹۳' |       | حق‌وردی '۲۳ · ایمانی ۳۷' · دهنوی '۴۶ · ایمانی '۶۰ · دهنوی (۸۰( | ورزشگاه: فولادشهر تماشاگران: ۷۲۰۰ داور: محمد رضا اکبریان |

| ۱۵ اسفند ۱۳۹۳ ۲۲ | ملوان                            | ۱ – ۰ | سپاهان                | بندر انزلی                                          |
| ۱۵:۳۰            | حاتمی ۱۶' · آبشک '۳۸ · حاتمی '۶۶ |       | عقیلی '۶۶ مرادمند '۷۵ | ورزشگاه: تختی انزلی تماشاگران: ۶۱۰۰ داور: محسن ترکی |

| ۲۵ اسفند ۱۳۹۳ ۲۳ | سپاهان | ۱ – ۰ | پدیده | اصفهان            |
| ۱۵:۳۰            |        |       |       | ورزشگاه: فولادشهر |

| ۱۵ فروردین ۱۳۹۴ ۲۴ | صبای قم | ۲ – ۰ | سپاهان | قم                   |
| ۱۷:۰۰              |         |       |        | ورزشگاه: یادگار امام |

| ۲۳ فروردین ۱۳۹۴ ۲۵ | سپاهان | ۲ – ۱ | تراکتورسازی | اصفهان            |
| ۱۷:۳۰              |        |       |             | ورزشگاه: فولادشهر |

| ۲۷ فروردین ۱۳۹۴ ۲۶ | پرسپولیس | ۱ – ۲ | سپاهان | تهران          |
| ۱۹:۰۰              |          |       |        | ورزشگاه: آزادی |

| ۰۴ اردیبهشت ۱۳۹۴ ۲۷ | سپاهان | ۳ – ۰ | راه آهن | اصفهان            |
| ۱۸:۰۰               |        |       |         | ورزشگاه: فولادشهر |

| ۱۱ اردیبهشت ۱۳۹۴ ۲۸ | استقلال خوزستان | ۱ – ۳ | سپاهان | اهواز         |
| ۱۸:۰۰               |                 |       |        | ورزشگاه: تختی |

| ۲۰ اردیبهشت ۱۳۹۴ ۲۹ | نفت مسجدسلیمان  | ۱ – ۳ | سپاهان                             | مسجدسلیمان                                           |
| ۱۸:۰۰               | فرزاد محمدی ۷۸' |       | شریفی ۱۰' · کرمی ۴۲' · خلعتبری ۹۱' | ورزشگاه: بهنام محمدی تماشاگران: ۷۰۰۰ داور: محسن ترکی |

| ۲۵ اردیبهشت ۱۳۹۴ ۳۰ | سپاهان        | ۲ – ۱ | سایپا | اصفهان            |
|                     | شریفی ۱۵' ۳۱' |       |       | ورزشگاه: فولادشهر |

## باشگاه

### کادر فنی باشگاه
| سمت                  | نام            |
| -------------------- | -------------- |
| سرمربی               | حسین فرکی      |
| کمک مربی‌ها           | قاسم زاغی‌نژاد  |
| کمک مربی‌ها           | مجید بصیرت     |
| کمک مربی‌ها           | محمود کریمی    |
| مربی دروازه‌بان‌ها     | تونچی مردولیاس |
| سرپرست               | رسول خوروش     |
| مربی بدنسازی         | مارتین مجیستر  |
| ویدئو ادیتور(انالیز) | منوچهر رضائی   |
| مترجم                | رضا چلنگر      |
| پزشک                 | محمدجعفر رشادی |
| فیزیوتراپیست         | علی خرمی       |
| مدیر رسانه‌ای         | مرتضی رمضانی   |
| مدیر اداری-اجرایی    | رضا فتاحی      |

### آمار عملکرد سرمربی

#### زلاتکو کرانچار
| فصل        | آمار | آمار  | آمار | آمار  | آمار    | آمار  | آمار   | آمار    | آمار     | آمار   | آمار  |
| بازی       | برد  | مساوی | باخت | گ.زده | گ.خورده | تفاضل | امتیاز | میانگین | درصد برد | رتبه   |       |
| ---------- | ---- | ----- | ---- | ----- | ------- | ----- | ------ | ------- | -------- | ------ | ----- |
| لیگ ۹۴–۹۳  | ۷    | ۳     | ۳    | ۱     | ۱۰      | ۷     | ۳+     | ۱۲      | ۱٫۷۱     | ۴۲٫۸۵٪ | چهارم |
| حذفی ۹۴–۹۳ | ۰    | ۰     | ۰    | ۰     | ۰       | ۰     | ۰      | ۰       | ۰        | ۰٪     | ۰     |
| مجموع      | ۷    | ۳     | ۳    | ۱     | ۱۰      | ۷     | ۳+     | ۱۲      | ۱٫۷۱     | ۴۲٫۸۵٪ |       |

#### حسین فرکی
| فصل        | آمار | آمار  | آمار | آمار  | آمار    | آمار  | آمار   | آمار    | آمار     | آمار   | آمار   |
| بازی       | برد  | مساوی | باخت | گ.زده | گ.خورده | تفاضل | امتیاز | میانگین | درصد برد | رتبه   |        |
| ---------- | ---- | ----- | ---- | ----- | ------- | ----- | ------ | ------- | -------- | ------ | ------ |
| لیگ ۹۴–۹۳  | ۲۳   | ۱۴    | ۵    | ۴     | ۳۶      | ۲۱    | ۱۵+    | ۴۷      | ۲٫۰۴     | ۶۰٫۸۶٪ | قهرمان |
| حذفی ۹۴–۹۳ | ۱    | ۰     | ۰    | ۱     | ۰       | ۱     | ۱-     | ۰       | ۰        | ۰٪     | ۱/۱۶   |
| مجموع      | ۲۴   | ۱۴    | ۵    | ۵     | ۳۶      | ۲۲    | ۱۴+    | ۴۷      | ۱٫۹۵     | ۵۸٫۳۳٪ |        |

### کاپیتان
۱. محرم نویدکیا
۲. هادی عقیلی
۳. حسین پاپی
۴. احسان حاج صفی

### بازیکنان
فهرست بازیکنان باشگاه فوتبال سپاهان اصفهان در فصل ۹۴-۱۳۹۳ به شرح زیر است.
آخرین به روز رسانی در شهریور ماه ۱۳۹۳
|  | زیر ۲۳ سال |  | زیر ۲۱ سال |

|  | در طول فصل مصدوم یا منتقل شده اند |

| ۱       | رحمان احمدی            | ایران  | GK | ۱۳۸۷ | ۳۰ ژوئیهٔ ۱۹۸۰ ‏(۴۴ سال)   | پرسپولیس, سایپا              | ۸۵  | ۰  |
| ۲۶      | مهدی صدقیان            | ایران  | GK | ۱۳۹۳ | ۵ مهٔ ۱۹۹۶ ‏(۲۸ سال)       | (آکادمی سپاهان)              | ۰   | ۰  |
| ۲۷      | مهدی امینی             | ایران  | GK | ۱۳۹۱ | ۲۷ مارس ۱۹۹۶ ‏(۲۸ سال)    | (آکادمی سپاهان)              | ۰   | ۰  |
| ۳۵      | شهاب گردان             | ایران  | GK | ۱۳۹۲ | ۲۲ مهٔ ۱۹۸۴ ‏(۴۰ سال)      | پرسپولیس                     | ۲۰  | ۰  |
| مدافعین |                        |        |    |      |                          |                              |     |    |
| ۳       | شجاع خلیل زاده         | ایران  | CB | ۱۳۹۲ | ۱۴ مهٔ ۱۹۸۹ ‏(۳۵ سال)      | مس کرمان                     | ۲۶  | ۰  |
| ۵       | هادی عقیلی             | ایران  | CB | ۱۳۸۲ | ۱۵ ژانویهٔ ۱۹۸۱ ‏(۴۴ سال)  | سایپا, القطر                 | ۲۰۵ | ۱۹ |
| ۶       | محمدعلی احمدی          | ایران  | CB | ۱۳۹۱ | ۲۴ ژوئن ۱۹۸۳ ‏(۴۱ سال)    | ذوب‌آهن                       | ۴۸  | ۰  |
| ۱۰      | عبدالله کرمی           | ایران  | CB | ۱۳۹۲ | ۲۷ فوریهٔ ۱۹۸۳ ‏(۴۲ سال)   | فولاد خوزستان                | ۰   | ۰  |
| ۱۸      | محمدحسین مرادمند       | ایران  | CB | ۱۳۹۱ | ۲۲ ژوئن ۱۹۹۳ ‏(۳۱ سال)    | (سپاهان)                     | ۹   | ۰  |
| ۱۹      | علی غلامی              | ایران  | CB | ۱۳۹۲ | ۳ مهٔ ۱۹۹۴ ‏(۳۰ سال)       | (آکادمی سپاهان)              | ۰   | ۰  |
| ۲۱      | وریا غفوری             | ایران  | RB | ۱۳۹۳ | ۲۰ سپتامبر ۱۹۸۷ ‏(۳۷ سال) | نفت                          | ۰   | ۰  |
| ۲۴      | آرمین سهرابیان         | ایران  | LB | ۱۳۹۲ | ۲۶ ژوئیهٔ ۱۹۹۵ ‏(۲۹ سال)   | (آکادمی سپاهان)              | ۰   | ۰  |
| ۲۵      | محسن آقایی             | ایران  | CB | ۱۳۹۳ | ۲۳ مارس ۱۹۹۴ ‏(۳۰ سال)    | (سپاهان)                     | ۰   | ۰  |
| ۳۳      | سعید قائدی‌فر           | ایران  | LB | ۱۳۹۲ | ۱۳ آوریل ۱۹۹۲ ‏(۳۲ سال)   | (آکادمی سپاهان)              | ۰   | ۰  |
| ۳۹      | محمد روشندل            | ایران  | RB | ۱۳۹۲ | ۲ ژوئیهٔ ۱۹۹۵ ‏(۲۹ سال)    | (آکادمی سپاهان)              | ۰   | ۰  |
| ۴۰      | علی حمودی              | ایران  | RB | ۱۳۹۲ | ۲۱ مارس ۱۹۸۶ ‏(۳۸ سال)    | استقلال                      | ۲۸  | ۱  |
| میانی   |                        |        |    |      |                          |                              |     |    |
| ۴       | محرم نویدکیا (کاپیتان) | ایران  | AM | ۱۳۷۶ | ۱ نوامبر ۱۹۸۲ ‏(۴۲ سال)   | (آکادمی سپاهان), بوخوم       | ۱۹۸ | ۴۱ |
| ۷       | حسین پاپی              | ایران  | LM | ۱۳۸۲ | ۲۷ فوریهٔ ۱۹۸۵ ‏(۴۰ سال)   | (آکادمی سپاهان), سپاهان نوین | ۱۴۶ | ۱  |
| ۸       | رسول نویدکیا           | ایران  | AM | ۱۳۹۲ | ۲۱ دسامبر ۱۹۸۳ ‏(۴۱ سال)  | (آکادمی سپاهان), نفت         | ۱۳  | ۱  |
| ۹       | محمدرضا خلعتبری        | ایران  | AM | ۱۳۹۱ | ۱۴ سپتامبر ۱۹۸۳ ‏(۴۱ سال) | الوصل, پرسپولیس              | ۳۲  | ۱۳ |
| ۱۲      | علی کریمی              | ایران  | DM | ۱۳۹۱ | ۱۱ فوریهٔ ۱۹۹۴ ‏(۳۱ سال)   | (آکادمی سپاهان)              | ۱۶  | ۲  |
| ۱۷      | میلاد سرلک             | ایران  | DM | ۱۳۹۲ | ۲۶ مارس ۱۹۹۵ ‏(۲۹ سال)    | (آکادمی سپاهان)              | ۰   | ۰  |
| ۲۳      | امین جهان عالیان       | ایران  | RM | ۱۳۹۱ | ۱۶ ژوئن ۱۹۹۱ ‏(۳۳ سال)    | (آکادمی سپاهان)              | ۳۳  | ۴  |
| ۲۸      | احسان حاج‌صفی           | ایران  | LM | ۱۳۸۴ | ۲۵ فوریهٔ ۱۹۹۰ ‏(۳۵ سال)   | (آکادمی سپاهان), تراکتورسازی | ۱۸۴ | ۲۴ |
| ۹۹      | امیرحسین کریمی         | ایران  | AM | ۱۳۹۲ | ۹ فوریهٔ ۱۹۹۶ ‏(۲۹ سال)    | (آکادمی سپاهان)              | ۶   | ۰  |
| مهاجم   |                        |        |    |      |                          |                              |     |    |
| ۱۴      | جواهیر سوکای           | آلبانی | CF | ۱۳۹۰ | ۵ اکتبر ۱۹۸۷ ‏(۳۷ سال)    | گنچلربیرلیغی                 | ۴۹  | ۱۳ |
| ۱۶      | عرفان مفتول‌کار         | ایران  | CF | ۱۳۹۳ | ۸ ژانویهٔ ۱۹۹۴ ‏(۳۱ سال)   | (آکادمی سپاهان)              | ۰   | ۰  |
| ۲۰      | مهدی شریفی             | ایران  | CF | ۱۳۹۱ | ۱۶ اوت ۱۹۹۲ ‏(۳۲ سال)     | (آکادمی سپاهان)              | ۱۹  | ۸  |
| ۲۹      | لوسیانو پریرا مندز     | برزیل  | CF | ۱۳۹۳ | ۱۵ اکتبر ۱۹۸۳ ‏(۴۱ سال)   | باشگاه فوتبال فولاد خوزستان  | ۰   | ۰  |
| ۳۷      | حسین فاضلی             | ایران  | CF | ۱۳۹۳ | ۱۱ ژوئن ۱۹۹۳ ‏(۳۱ سال)    | (آکادمی سپاهان), فجر سپاسی   | ۰   | ۰  |
| ۵۳      | مهدی علیمرادی          | ایران  | CF | ۱۳۹۳ | ۱۲ مهٔ ۱۹۹۶ ‏(۲۸ سال)      | (آکادمی سپاهان)              | ۰   | ۰  |

### نقل و انتقالات

#### پیش فصل
Last updated on 12 July 2014
| شماره |       | نقش   | بازیکن                          |
| ----- | ----- | ----- | ------------------------------- |
| ۸     | ایران | هافبک | رسول نویدکیا (از نفت تهران)     |
| ۱۰    | ایران | هافبک | عبدالله کرمی (از فولاد)         |
| ۱۶    | ایران | مهاجم | عرفان مفتول‌کار (از امید سپاهان) |
| ۲۱    | ایران | مدافع | وریا غفوری (از نفت تهران)       |
| ۲۵    | ایران | مدافع | محسن آقایی (از امید سپاهان)     |
| ۲۹    | برزیل | مهاجم | پریرا (از فولاد)                |
| ۳۷    | ایران | مهاجم | حسین فاضلی (از فجر سپاسی)       |

| شماره |       | نقش   | بازیکن                          |
| ----- | ----- | ----- | ------------------------------- |
| ۸     | ایران | هافبک | رسول نویدکیا (از نفت تهران)     |
| ۱۰    | ایران | هافبک | عبدالله کرمی (از فولاد)         |
| ۱۶    | ایران | مهاجم | عرفان مفتول‌کار (از امید سپاهان) |
| ۲۱    | ایران | مدافع | وریا غفوری (از نفت تهران)       |
| ۲۵    | ایران | مدافع | محسن آقایی (از امید سپاهان)     |
| ۲۹    | برزیل | مهاجم | پریرا (از فولاد)                |
| ۳۷    | ایران | مهاجم | حسین فاضلی (از فجر سپاسی)       |

| شماره |         | نقش       | بازیکن                              |
| ----- | ------- | --------- | ----------------------------------- |
| ۹     | ایران   | مهاجم     | محمد غلامی (به راه‌آهن)              |
| ۱۱    | ایران   | مدافع     | محسن ایرانژاد (به راه‌آهن به ذوب‌آهن) |
| ۱۵    | ایران   | هافبک     | امید ابراهیمی (به استقلال)          |
| ۱۶    | اندونزی | مهاجم     | سرجیو فن دیک (به سوفان بوری)        |
| ۲۶    | ایران   | مهاجم     | علی چوپانی (به پدیده مشهد)          |
| ۳۰    | ایران   | مدافع     | احمد اسکندی (به پدیده مشهد)         |
| ۳۰    | ایران   | دروازه‌بان | محمد ناصری (به گسترش فولاد)         |
| ۳۲    | ایران   | هافبک     | حمیدرضا کاظمی (به صبای قم)          |
| ۳۶    | ایران   | دروازه‌بان | محمد محمودوند (به)                  |
| ۳۸    | آلبانی  | هافبک     | اروین بولکو (به تیرانا)             |
| ۴۵    | ایران   | هافبک     | احسان پهلوان (به ذوب‌آهن)            |

| شماره |         | نقش       | بازیکن                              |
| ----- | ------- | --------- | ----------------------------------- |
| ۹     | ایران   | مهاجم     | محمد غلامی (به راه‌آهن)              |
| ۱۱    | ایران   | مدافع     | محسن ایرانژاد (به راه‌آهن به ذوب‌آهن) |
| ۱۵    | ایران   | هافبک     | امید ابراهیمی (به استقلال)          |
| ۱۶    | اندونزی | مهاجم     | سرجیو فن دیک (به سوفان بوری)        |
| ۲۶    | ایران   | مهاجم     | علی چوپانی (به پدیده مشهد)          |
| ۳۰    | ایران   | مدافع     | احمد اسکندی (به پدیده مشهد)         |
| ۳۰    | ایران   | دروازه‌بان | محمد ناصری (به گسترش فولاد)         |
| ۳۲    | ایران   | هافبک     | حمیدرضا کاظمی (به صبای قم)          |
| ۳۶    | ایران   | دروازه‌بان | محمد محمودوند (به)                  |
| ۳۸    | آلبانی  | هافبک     | اروین بولکو (به تیرانا)             |
| ۴۵    | ایران   | هافبک     | احسان پهلوان (به ذوب‌آهن)            |

#### نیم فصل
Last updated on 31 December 2015
| شماره |          | نقش   | بازیکن                               |
| ----- | -------- | ----- | ------------------------------------ |
|       | ازبکستان | هافبک | فوزیل موسایف (از لوکوموتیو ازبکستان) |
|       | برزیل    | هافبک | مارسیو پسوس (از آمریکن ناتال برزیل)  |

| شماره |          | نقش   | بازیکن                               |
| ----- | -------- | ----- | ------------------------------------ |
|       | ازبکستان | هافبک | فوزیل موسایف (از لوکوموتیو ازبکستان) |
|       | برزیل    | هافبک | مارسیو پسوس (از آمریکن ناتال برزیل)  |

| شماره |  | نقش | بازیکن |
| ----- |  | --- | ------ |

| شماره |  | نقش | بازیکن |
| ----- |  | --- | ------ |

### آمار کلی بازیکنان در لیگ
| شماره | نام بازیکن      | تعداد بازی | دقایق حضور | گل | کارت زرد | کارت قرمز | گل به خودی |
| ----- | --------------- | ---------- | ---------- | -- | -------- | --------- | ---------- |
| ۲۸    | احسان حاج صفی   | ۱          | ۹۰         | ۱  | ۰        | ۰         | ۰          |
| ۹     | محمدرضا خلعتبری | ۱          | ۹۰         | ۱  | ۱        | ۰         | ۰          |
| ۳۵    | شهاب گردان      | ۱          | ۹۰         | ۰  | ۰        | ۰         | ۰          |
| ۷     | حسین پاپی       | ۱          | ۹۰         | ۰  | ۰        | ۰         | ۰          |
| ۳     | شجاع خلیل زاده  | ۱          | ۹۰         | ۰  | ۲        | ۱         | ۰          |
| ۵     | هادی عقیلی      | ۱          | ۹۰         | ۰  | ۱        | ۰         | ۰          |
| ۳۸    | وریا غفوری      | ۱          | ۹۰         | ۱  | ۰        | ۰         | ۰          |
| ۸     | رسول نویدکیا    | ۱          | ۹۰         | ۰  | ۰        | ۰         | ۰          |
| ۱۰    | عبدالله کرمی    | ۱          | ۹۰         | ۰  | ۱        | ۰         | ۰          |
| ۲۰    | مهدی شریفی      | ۱          | ۷۰         | ۱  | ۰        | ۰         | ۰          |
| ۱۸    | سعید قائدی‌فر    | ۱          | ۰          | ۰  | ۰        | ۰         | ۰          |
| ۱     | رحمان احمدی     | ۱          | ۰          | ۰  | ۰        | ۰         | ۰          |
| ۹۹    | امیرحسین کریمی  | ۱          | ۰          | ۰  | ۰        | ۰         | ۰          |
| ۱۴    | جواهیر سوکای    | ۱          | ۲۰         | ۱  | ۰        | ۰         | ۰          |
| ۲۹    | لوسیانو پریر    | ۱          | ۰          | ۲  | ۱        | ۰         | ۰          |
| ۴     | محرم نویدکیا    | ۰          | ۰          | ۰  | ۰        | ۰         | ۰          |

### گلزنان
| بازیکن          | گل |
| --------------- | -- |
| پریرا           | ۲  |
| جواهیر سوکای    | ۱  |
| وریا غفوری      | ۱  |
| محمدرضا خلعتبری | ۱  |
| احسان حاج صفی   | ۱  |
| مهدی شریفی      | ۱  |
| عبدالله کرمی    | ۱  |

| بازیکن          | گل |
| --------------- | -- |
| پریرا           | ۲  |
| جواهیر سوکای    | ۱  |
| وریا غفوری      | ۱  |
| محمدرضا خلعتبری | ۱  |
| احسان حاج صفی   | ۱  |
| مهدی شریفی      | ۱  |
| عبدالله کرمی    | ۱  |

#### پاس گل
| بازیکن          | پاس گل |
| --------------- | ------ |
| مهدی شریفی      | ۲      |
| رسول نویدکیا    | ۱      |
| حسین پاپی       | ۱      |
| محمدرضا خلعتبری | ۱      |
| پریرا           | ۱      |

| بازیکن          | پاس گل |
| --------------- | ------ |
| مهدی شریفی      | ۲      |
| رسول نویدکیا    | ۱      |
| حسین پاپی       | ۱      |
| محمدرضا خلعتبری | ۱      |
| پریرا           | ۱      |